# Artem Dovbîk
Artem Oleksandrovîci Dovbîk (în ucraineană Артем Олександрович Довбик; n. 21 iunie 1997, Cerkasî, Regiunea Cerkasî, Ucraina) este un fotbalist ucrainean, care joacă pe post de atacant la Roma în Serie A. Pe plan internațional, are prezențe la națională pentru Ucraina U21⁠(d) și Ucraina.

## Cariera la cluburile de fotbal

### Cherkaskyi Dnipro
Născut în Cherkasy, Ucraina, Dovbîk este un produs al academiei FC Cherkaskyi Dnipro, după ce a absolvit Școala de Sport Specializată în Rezerva Olimpică Slavutych din Cherkasy. Debutul său profesionist l-a făcut cu echipa gazdă în 2014. A câștigat Liga a doua ucraineană 2014–15, marcând 7 goluri.

### Dnipro
În vara anului 2015, a semnat un contract cu FC Dnipro, dar în aprilie 2016, a fost apoi trimis cu împrumut pe trei luni la clubul moldovenesc FC Zaria Bălți, unde a câștigat Cupa Moldovei. A continuat să marcheze 6 goluri, câștigând premiul pentru cel mai bun jucător tânăr din Premier League ucraineană 2016-2017. Acest lucru l-a determinat pe antrenorul naționalei Ucrainei, Andriy Shevchenko, să-l cheme pentru preliminariile pentru Cupa Mondială FIFA 2018.

### Midtjylland
Atunci când Dnipro a retrogradat din cauza datoriilor, Dovbîk a rămas la echipă și a reușit să marcheze 12 goluri în 13 meciuri în Liga a doua ucraineană, câștigând interesul a mai multor cluburi străine, iar în 2018 s-a alăturat clubului danez FC Midtjylland prin transfer gratuit. În 2018, cu FC Midtjylland, Dovbyk a devenit campion și în 2019 a câștigat cupa națională. Pe 2 septembrie 2019, a fost împrumutat la SønderjyskE pentru sezonul 2019-20. Cu SønderjyskE, Dovbyk a câștigat pentru a doua oară cupa.

### Dnipro-1
În 2020, Dovbîk s-a întors în Ucraina, semnând cu recent înființatul SC Dnipro-1. În timp ce performanța sa în ligă a fost oarecum sub egală față de ceea ce se aștepta, Dovbîk a reușit o performanță bună în Cupa Ucrainei, înregistrând 4 goluri în trei meciuri, devenind unul dintre cei trei marcatori ai turneului.
În 2022, după ce a început invazia rusă în Ucraina, sezonul 2021-2022 a fost anulat. Dovbîk a făcut o mutare temporară la Dynamo Kiev, care juca meciuri de caritate în Europa pentru restul sezonului pentru a rămâne în formă.

### Girona
La 6 august 2023, Dovbîk a semnat pentru clubul spaniol din La Liga, Girona, pe un contract până în 2028, pentru o sumă raportată de 7 milioane de euro, devenind cel mai scump jucător din istoria clubului. Pe 12 august, a marcat un gol la debutul său într-o remiză 1–1 în deplasare împotriva lui Real Sociedad.

## Cariera internațională
Dovbîk a fost convocat în cantonamentul naționalei sub 19 a Ucrainei, dar nu a jucat niciun meci pentru această reprezentare.
La vârsta de 19 ani, Dovbîk a primit prima convocare la echipa națională atunci când a fost inclus în lotul de 31 de jucători pentru meciul de calificare la Cupa Mondială FIFA 2018 împotriva Islandei pe 5 septembrie 2016.
A participat la calificarea la Campionatul European UEFA Under-21 din 2017 la vârsta de 19 ani și a participat la calificarea la Campionatul European UEFA Under-21 din 2019.
Și-a făcut debutul la naționala mare a Ucrainei pe 31 martie 2021 într-un meci de calificare la Cupa Mondială împotriva Kazahstanului.
Pe 29 iunie 2021, Dovbîk și-a făcut debutul în UEFA Euro 2020, ca înlocuitor al lui Andrii Iarmolenko în prelungirile din optimile de finală împotriva Suediei. A marcat golul victoriei pentru a asigura o victorie cu 2–1 pentru Ucraina și calificarea în sferturile de finală.

## Palmares
Cherkaskyi Dnipro
- Liga a doua ucraineană: 2014–2015

Zaria
- Cupa Moldovei: 2016

Midtjylland
- Superliga daneză: 2017–18
- Cupa Danezei: 2018–19

SønderjyskE
- Cupa Danezei: 2019–20

Individual
- Cel mai bun marcator din Premier League ucraineană (2): 2021–22 (14), 2022–23 (24)
- Cel mai bun jucător tânăr din Premier League ucraineană : 2016–17
- Cel mai bun marcator al Cupei Ucrainei (compartit): 2020–21
- Jucătorul lunii din Premier League ucraineană (5): august 2021, noiembrie 2021, octombrie 2022, noiembrie-decembrie 2022, aprilie 2023